# Hartzviller
Ne doit pas être confondu avec [[:Arzviller (commune située à 10 km)]].
Hartzviller (Hortwiller en lorrain et en alsacien, Hartzweiler durant les annexions allemandes) est une commune française située dans le département de la Moselle, en région Grand Est. Situé à une dizaine de kilomètres du sud de Sarrebourg. Elle compte, seule, moins de 1 000 habitants au 21e siècle mais forme une petite agglomération avec les communes de Troisfontaines et Walscheid, fréquemment appelée « vallée de la Bièvre », de 4 000 habitants.
Cette commune se trouve dans la région historique de Lorraine, fait partie du pays de Sarrebourg, de la communauté de communes de la Vallée de la Bièvre, puis de celle de Sarrebourg - Moselle Sud depuis 2017.

## Géographie
La commune de Hartzviller est située à environ huit kilomètres au sud-est de Sarrebourg. C’est un village de vallée traversé par la rivière Bièvre qui prend sa source à Walscheid et qui rejoint la Sarre à Sarrebourg. La rivière sépare le village de Hartzviller proprement dit situé sur sa rive gauche, de quartier dit du Petit Hartzviller situé sur la rive droite, et qui fut un temps annexé par le Seigneur de Lutzelbourg pour créer le nouveau ban de Troisfontaines (1720).
Elle est située à une altitude comprise entre 275 et 376 m. La municipalité est une relativement petite commune de 4,14 km², la superficie moyenne des communes de Moselle étant de 8,6 km².

### Communes limitrophes
| Hesse   | Brouderdorff, Schneckenbusch | Brouderdorff          |
| Hesse   | Hartzviller                  | Troisfontaines        |
| Nitting | Voyer                        | Voyer, Troisfontaines |

### Voies ferrées
La gare de Hartzviller était située sur l'ancienne ligne de Sarrebourg à Vallérysthal-Troisfontaines. Le trafic marchandises concernait la cristallerie de Hartzviller ainsi que celle de Vallérysthal, la verrerie de Troisfontaines et les scieries d'Abreschviller. Le trafic voyageur concernait la desserte des villages traversés auxquels s’ajoutaient les curistes et touristes du massif vosgien du Donon. Elle a été fermée au trafic voyageurs en 1970, et aux marchandises en 1989. La ligne, aujourd’hui déclassée et dont la voie a été déposée, est réaménagée en piste cyclable (Voie verte de la vallée de la Bièvre).

### Hydrographie
La commune est située dans le bassin versant du Rhin au sein du bassin Rhin-Meuse. Elle est drainée par la Bièvre et le ruisseau du Schindelthal.
La Bièvre, d'une longueur totale de 24,8 km, prend sa source dans la commune de Walscheid et se jette  dans la Sarre à Sarraltroff, après avoir traversé neuf communes.

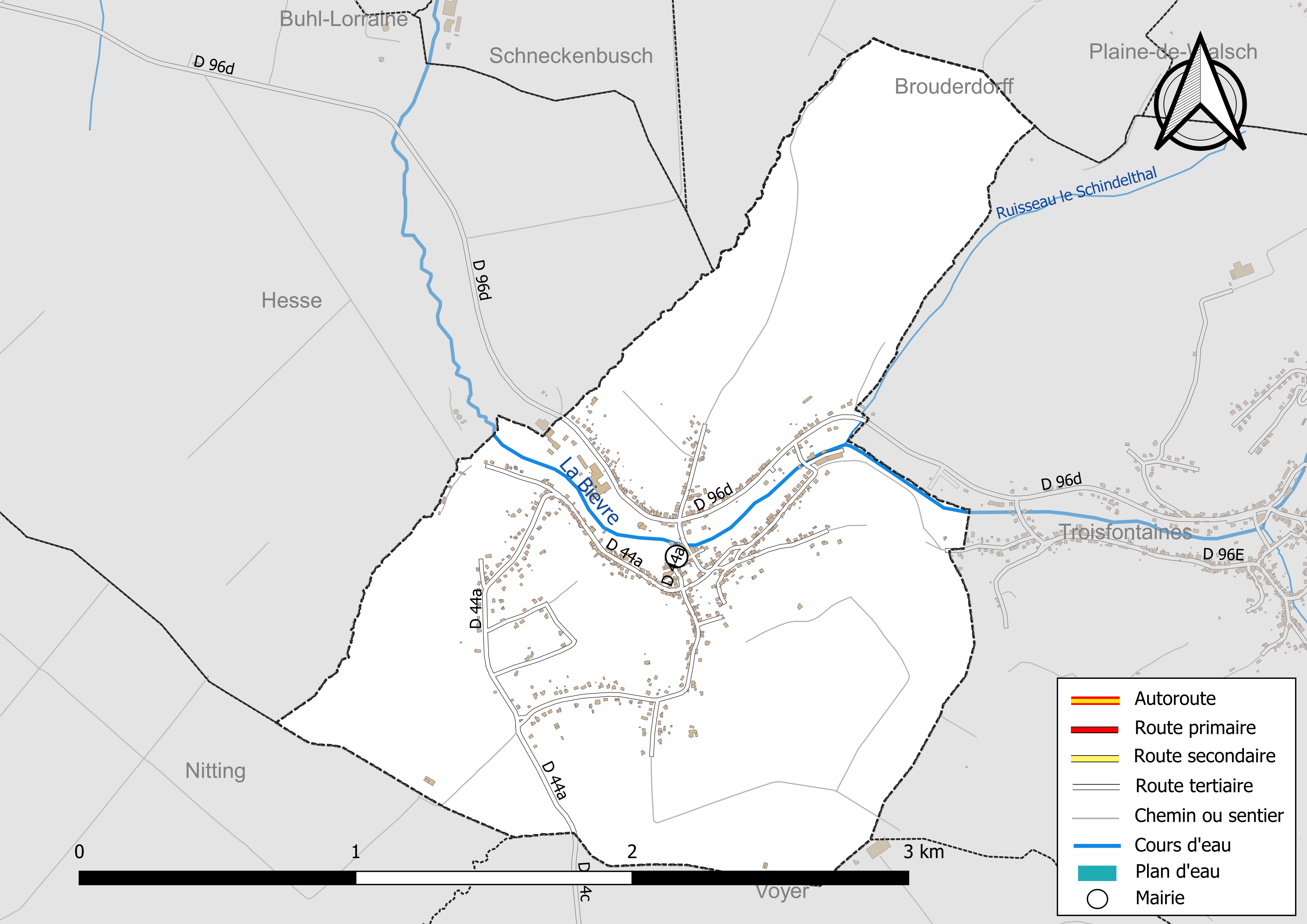
Réseaux hydrographique et routier d'Hartzviller.

La qualité des eaux des principaux cours d’eau de la commune, notamment de la Bievre, peut être consultée sur un site dédié géré par les agences de l’eau et l’Agence française pour la biodiversité.

### Climat
Pour des articles plus généraux, voir Climat du Grand Est et Climat de la Moselle.
En 2010, le climat de la commune est de type climat des marges montargnardes, selon une étude du Centre national de la recherche scientifique s'appuyant sur une série de données couvrant la période 1971-2000. En 2020, Météo-France publie une typologie des climats de la France métropolitaine dans laquelle la commune est exposée à un climat semi-continental et est dans la région climatique  Vosges, caractérisée par une pluviométrie très élevée (1 500 à 2 000 mm/an) en toutes saisons et un hiver rude (moins de 1 °C). 
Pour la période 1971-2000, la température annuelle moyenne est de 9,8 °C, avec une amplitude thermique annuelle de 17 °C. Le cumul annuel moyen de précipitations est de 1 047 mm, avec 13 jours de précipitations en janvier et 10,2 jours en juillet. Pour la période 1991-2020, la température moyenne annuelle observée sur la station météorologique de Météo-France la plus proche, « Nitting_sapc », sur la commune de Nitting à 4 km à vol d'oiseau, est de 10,4 °C et le cumul annuel moyen de précipitations est de 993,7 mm. 
La température maximale relevée sur cette station est de 37,9 °C, atteinte le 25 juillet 2019 ; la température minimale est de −19,4 °C, atteinte le 26 décembre 2010,,. 
Les paramètres climatiques de la commune ont été estimés pour le milieu du siècle (2041-2070) selon différents scénarios d'émission de gaz à effet de serre à partir des nouvelles projections climatiques de référence DRIAS-2020. Ils sont consultables sur un site dédié publié par Météo-France en novembre 2022.

## Urbanisme

### Typologie
Au 1er janvier 2024, Hartzviller est catégorisée commune rurale à habitat dispersé, selon la nouvelle grille communale de densité à sept niveaux définie par l'Insee en 2022.
Elle est située hors unité urbaine. Par ailleurs la commune fait partie de l'aire d'attraction de Sarrebourg, dont elle est une commune de la couronne,. Cette aire, qui regroupe 87 communes, est catégorisée dans les aires de 50 000 à moins de 200 000 habitants,.

### Occupation des sols
L'occupation des sols de la commune, telle qu'elle ressort de la base de données européenne d’occupation biophysique des sols Corine Land Cover (CLC), est marquée par l'importance des territoires agricoles (71,7 % en 2018), en diminution par rapport à 1990 (76,9 %). La répartition détaillée en 2018 est la suivante : 
terres arables (39,3 %), zones urbanisées (20 %), prairies (18,3 %), zones agricoles hétérogènes (14,1 %), forêts (8,3 %). L'évolution de l’occupation des sols de la commune et de ses infrastructures peut être observée sur les différentes représentations cartographiques du territoire : la carte de Cassini (XVIIIe siècle), la carte d'état-major (1820-1866) et les cartes ou photos aériennes de l'IGN pour la période actuelle (1950 à aujourd'hui).

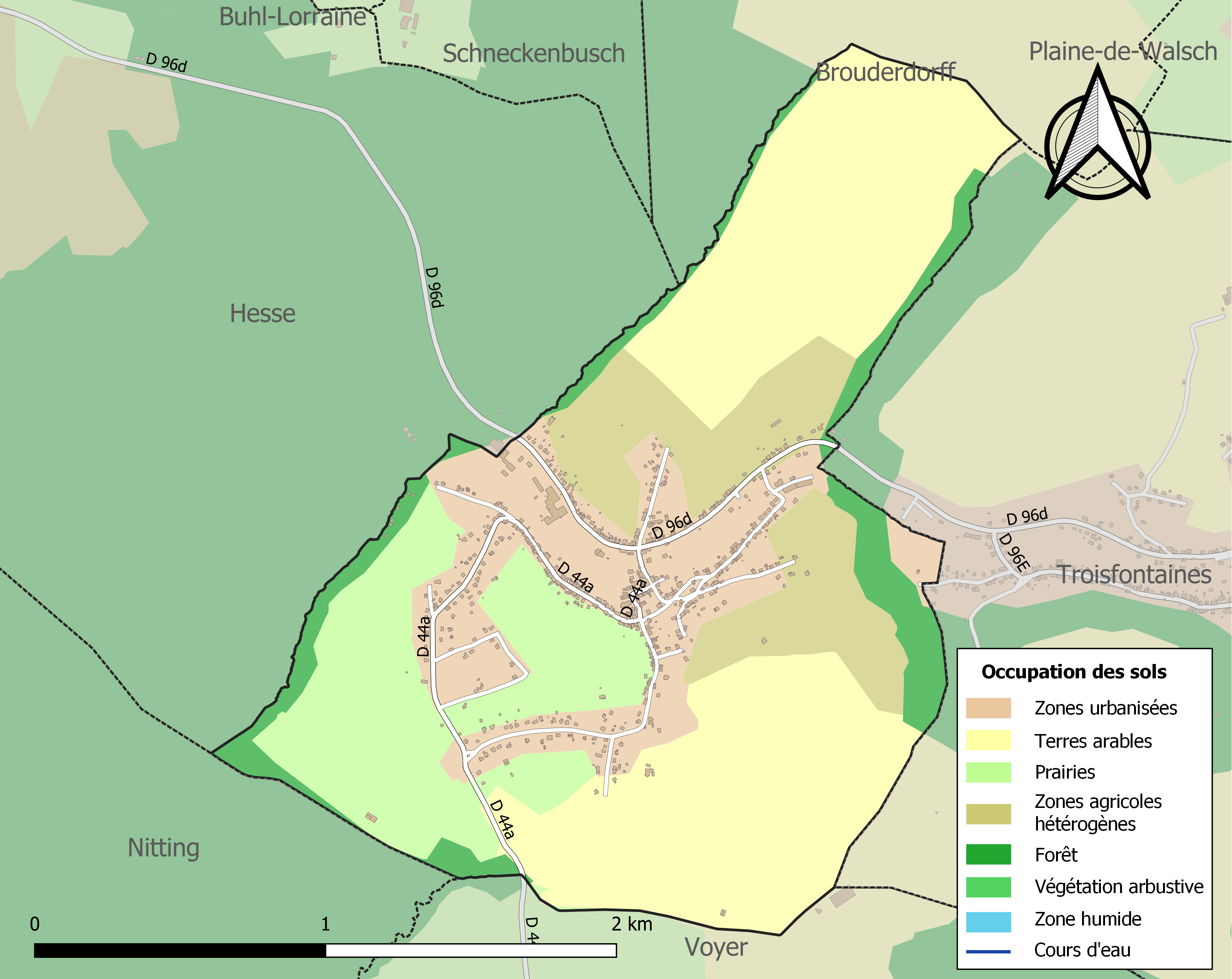
Carte des infrastructures et de l'occupation des sols de la commune en 2018 (CLC).

## Toponymie
Plusieurs hypothèses :
- De « Harz », résine, et "Viller" village,
- De Haibertis villare[14], village de Haibertis ou Halibertus.

Variantes :
- Hortwiller en francique lorrain.
- Anciennes mentions  : Hartzviller-Nitting (1779), Artzweiller (1779), Hartzwiller[15], Harzville avant l’annexion de 1871.

## Histoire
Hartzviller est située à un point de passage : la vallée de la Bièvre fut longtemps fréquentée (avant, pendant et après le Moyen Âge) par les voyageurs venant de Lorraine qui souhaitaient rejoindre l'Alsace sans franchir le col de Saverne qui était alors difficile d'accès.
Autrefois les villages de Hartzviller et de Troisfontaines faisaient partie de la paroisse de Biberkirch [en francique lorrain : « l'Église de la Bièvre » (Biber)], où se trouvait l'église paroissiale.
En 1728 les États de Lorraine décidèrent que la Bièvre serait la frontière entre les bans de Troisfontaines et de Hartzviller.
De 1871 à 1918, la commune est rattachée à l'Empire allemand au sein de l'Alsace-Lorraine et prend pour nom Hartzweiler. Entre 1940 et 1944, elle est intégrée de fait au IIIe Reich allemand au sein du Gau Westmark et reprend pour nom Hartzweiler.
Une cristallerie est construite en 1932, fermée en 2004 et détruite en 2019.

### Situation linguistique
La commune de Hartzviller se situe sur la frontière linguistique mosellane, elle est linguistiquement rattachée au côté nord du département, où on parle - ou parlait - le francique rhénan, germanophone, alors que le lorrain roman et le français sont parlés juste au sud de la commune, à commencer par la commune limitrophe de Voyer.
Depuis Sarrebourg, la limite de l'allemand est marquée par Buhl, Schneckenbusch, Brouderdorf, Plaine-de-Walsch, Troisfontaines, Biberkirch, Hartzviller, Walscheid. Toute la vallée de la Bièvre se trouve donc dans l'aire linguistique allemande. En revanche, le français est parlé à Imling, Bebing, Xouaxange, Hesse, Hermelange, Nitting, Voyer, Abreschviller, Saint-Quirin et Lorquin.
Mais il semble qu’il y avait des locuteurs français puisque, en 1714, d'après des archives, huit paroissiens de Biberkirch (dont Hartzviller dépendait, Hartzviller n’ayant pas alors d'église), venaient suivre le culte à Voyer car on le célébrait en français, et quinze autres à Walscheid où on le célébrait en allemand.

## Politique et administration
| Période                                  | Période  | Identité                          | Étiquette | Qualité                                          |
| ---------------------------------------- | -------- | --------------------------------- | --------- | ------------------------------------------------ |
| Les données manquantes sont à compléter. |          |                                   |           |                                                  |
| 1709                                     | 1718     | Joseph Gassmann (1672-1752)       |           | Cabaretier                                       |
| Les données manquantes sont à compléter. |          |                                   |           |                                                  |
| 1908                                     | 1915     | Victor Bournique                  |           |                                                  |
| 1915                                     | 1919     | Martin Schmitt                    |           |                                                  |
| 1919                                     | 1922     | Constant Firtion (1864-1958)      |           | polisseur à la verrerie                          |
| 1922                                     | 1935     | Martin Schmitt                    |           |                                                  |
| 1935                                     | 1945     | Charles Ackermann (1882-1965)     |           | menuisier à la verrerie de Vallerysthal; épicier |
| 1945                                     | 1950     | Albert Ackermann (1911-1985)      |           | boulanger-épicier-aubergiste                     |
| 1950                                     | 1965     | Camille Firtion (1908-1984)       |           |                                                  |
| 1965                                     | 1989     | Eugène Strubel (1923-2001)        |           | entrepreneur BTP                                 |
| 1989                                     | 1995     | Jean-Pierre Petremann (1937-2017) |           |                                                  |
| 1995                                     | 2020     | Marcel Strubel (1950)             | DVD       |                                                  |
| 2020                                     | En cours | Laurent Chevrier (1971)           |           | Technicien                                       |
| Les données manquantes sont à compléter. |          |                                   |           |                                                  |

### Jumelage
Hartzviller est jumelée depuis 1983 avec le village allemand de Queichhambach sur la commune d’Annweiler am Trifels dans l'arrondissement de la Route-du-Vin-du-Sud (Palatinat).

## Démographie
L'évolution du nombre d'habitants est connue à travers les recensements de la population effectués dans la commune depuis 1793. Pour les communes de moins de 10 000 habitants, une enquête de recensement portant sur toute la population est réalisée tous les cinq ans, les populations de référence des années intermédiaires étant quant à elles estimées par interpolation ou extrapolation. Pour la commune, le premier recensement exhaustif entrant dans le cadre du nouveau dispositif a été réalisé en 2004.

En 2022, la commune comptait 939 habitants, en évolution de +3,19 % par rapport à 2016 (Moselle : +0,52 %, France hors Mayotte : +2,11 %).
| 1793 | 1800 | 1806 | 1821 | 1831 | 1836 | 1841 | 1846 | 1851 |
| ---- | ---- | ---- | ---- | ---- | ---- | ---- | ---- | ---- |
| 433  | 531  | 564  | 556  | 610  | 742  | 731  | 739  | 751  |

| 1856 | 1861 | 1871 | 1875 | 1880 | 1885 | 1890 | 1895 | 1900 |
| ---- | ---- | ---- | ---- | ---- | ---- | ---- | ---- | ---- |
| 659  | 716  | 767  | 724  | 719  | 890  | 845  | 848  | 873  |

| 1905 | 1910 | 1921 | 1926 | 1931 | 1936 | 1946 | 1954 | 1962 |
| ---- | ---- | ---- | ---- | ---- | ---- | ---- | ---- | ---- |
| 926  | 955  | 887  | 789  | 779  | 778  | 788  | 781  | 785  |

| 1968 | 1975 | 1982 | 1990 | 1999 | 2004 | 2006 | 2009 | 2014 |
| ---- | ---- | ---- | ---- | ---- | ---- | ---- | ---- | ---- |
| 853  | 899  | 913  | 849  | 871  | 919  | 931  | 905  | 911  |

| 2019 | 2022 | - | - | - | - | - | - | - |
| ---- | ---- | - | - | - | - | - | - | - |
| 917  | 939  | - | - | - | - | - | - | - |

## Équipement
- École maternelle et primaire
- Collège de la vallée de la Bièvre (320 élèves)
- Caserne de pompiers SDIS 57
- Station d'épuration de la vallée de la Bièvre

## Économie
- Entreprise Eugène Strubel SAS (env. 50 salariés), BTP
- Entreprise Alfred Klein SARL, menuiseries aluminium & PVC
- Caract'R coiffure
- Chez Yvette, brasserie/café + boulangerie/supérette

## Culture locale et patrimoine

### Lieux et monuments

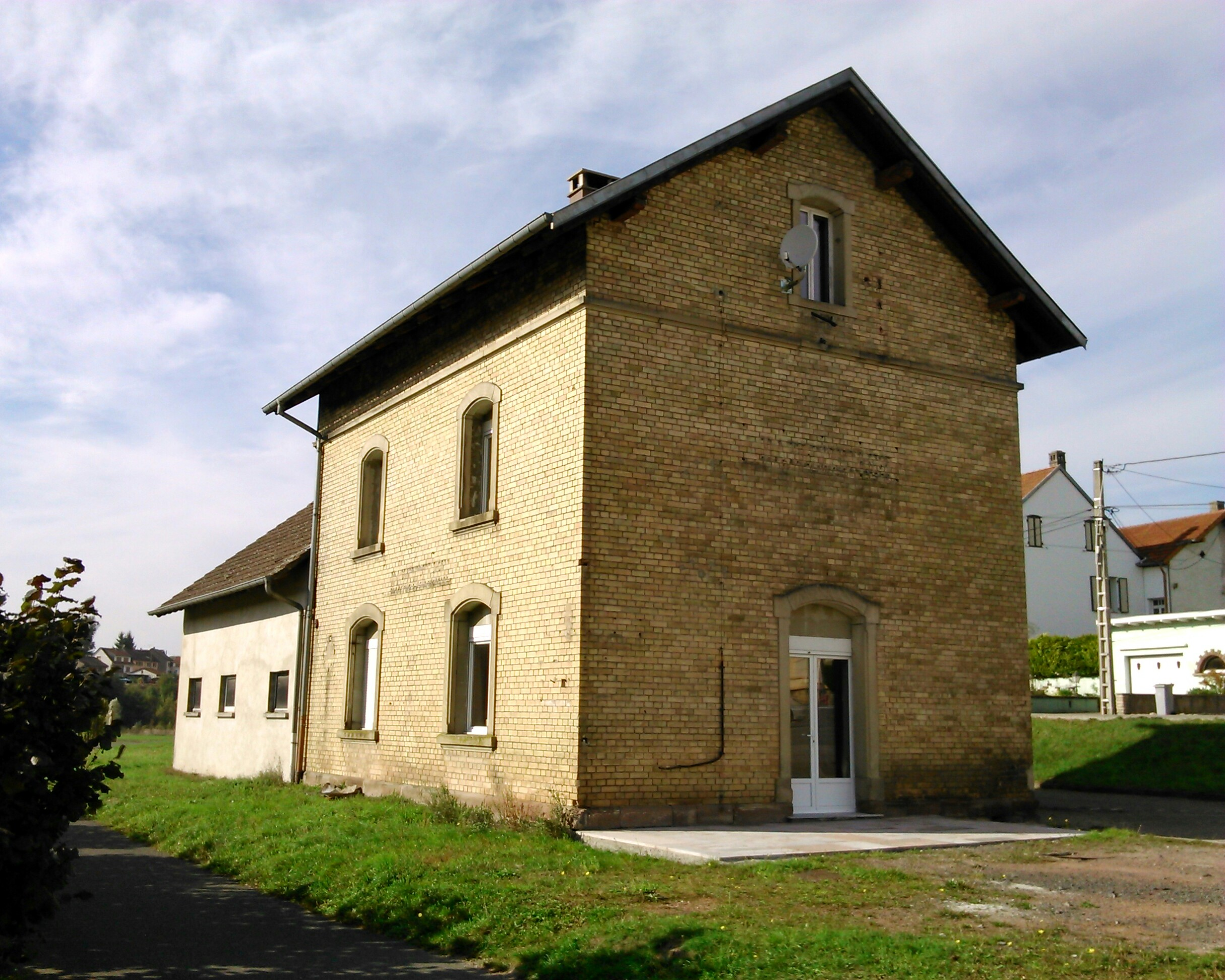
L’ancienne gare SNCF.

- Église Saint-Léopold 1860 : autel principal et deux autels latéraux XVIIe siècle, provenant de l'abbaye de Rinting (brulée partiellement). Orgue Dalstein-Haerpfer (1901), remplacé en 1965 par un instrument Jean-Georges Koenig.
- Ancienne cristallerie, ouverte en 1932 et fermée 2004, les bâtiments sont démolis en 2019[21]. Pendant 72 ans, une équipe de 60 Maîtres-verriers a produit des articles soufflés à la bouche et façonnés à la main à destination de la décoration de la table et de la maison : articles contemporains en grande série pour les listes de mariage, articles personnalisés et rehaussés d’un décor taillé à la main (facetés pour réfléchir les éclats de lumière) en petite série pour l’hôtellerie-restauration de renommée internationale (Ritz, Plaza, Restaurant Pierre Gagnaire, Crillon… etc.)
- Ancienne gare, aujourd'hui arrêt de gare routière et piste cyclable.

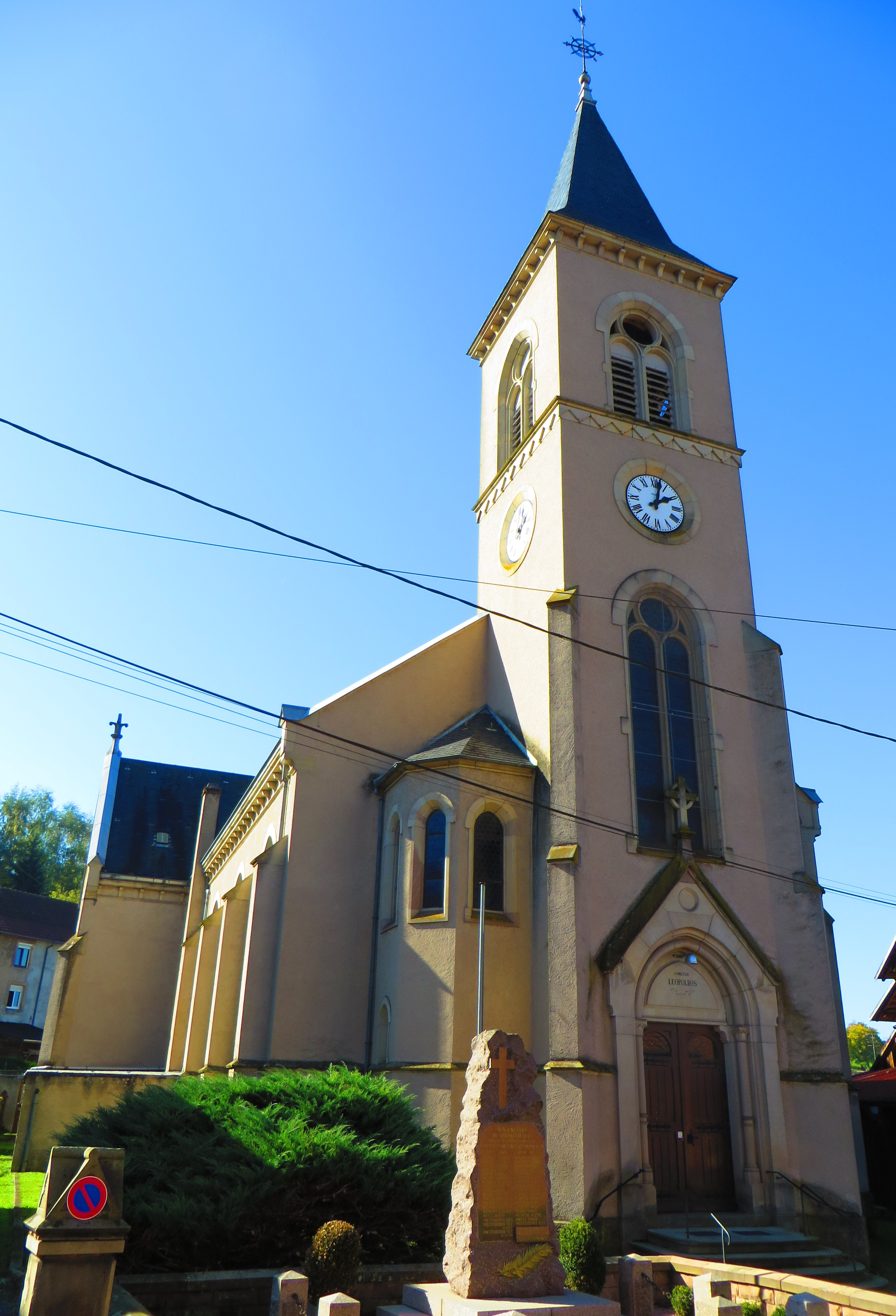
Église Saint-Léopold

- Fontaine.

### Personnalités liées à la commune
- Serge Jung (ancien lutteur professionnel), 8 fois champion de France en lutte gréco-romaine.
- Clément Stricher (1932-2002), artiste aquarelliste, né à Hartzviller, officier de l'Ordre International des Arts (1970), auteur d'une des quatre fresques du hall de la gare de Sarrebourg (1990).
- Antoine Bertin (1834-1904), artiste verrier né à Hartzviller, auteur à Nancy des verrières de la maison Schott (6 quai Choiseul, 1900) et de la villa Olry (192 avenue du Général-Leclerc, arch. : Émile André, 1904). Ainsi que pour les églises de Fribourg (Moselle) et de Sorcy-St-Martin (Meuse) (1887). Il produit dans les Vosges des verrières pour Damas-aux-Bois (chapelle N.-D. de Bonsecours, 1875), Haillainville (1897), Hautmougey, Villers (1897).
- Laurent Baumgartner (1736-1803), maire de Lutzelbourg nė à Hartzviller, aïeul de Augustin Schoeffler (1822-1851), missionnaire en Indochine, saint et martyr.

### Héraldique
| Blason de Hartzviller | Blason  | Coupé d'or au lion léopardé d'azur armé, couronné et lampassé d'or, et de gueules à trois tours d'or, posées 2 - 1. |
| Blason de Hartzviller | Détails | Le statut officiel du blason reste à déterminer.                                                                    |

## Pour approfondir